# Бостон (Пенсилванија)
Бостон (енгл. Boston) насељено је место без административног статуса у америчкој савезној држави Пенсилванија.

## Демографија
По попису из 2010. године број становника је 545.
| Група             | 2000.    | 2010.       |
| Белци             | 0 (0,0%) | 515 (94,5%) |
| Афроамериканци    | 0 (0,0%) | 6 (1,1%)    |
| Азијати           | 0 (0,0%) | 0 (0,0%)    |
| Хиспаноамериканци | 0 (0,0%) | 10 (1,8%)   |
| Укупно            | 0        | 545         |